# Loïe Fuller (Gérôme)

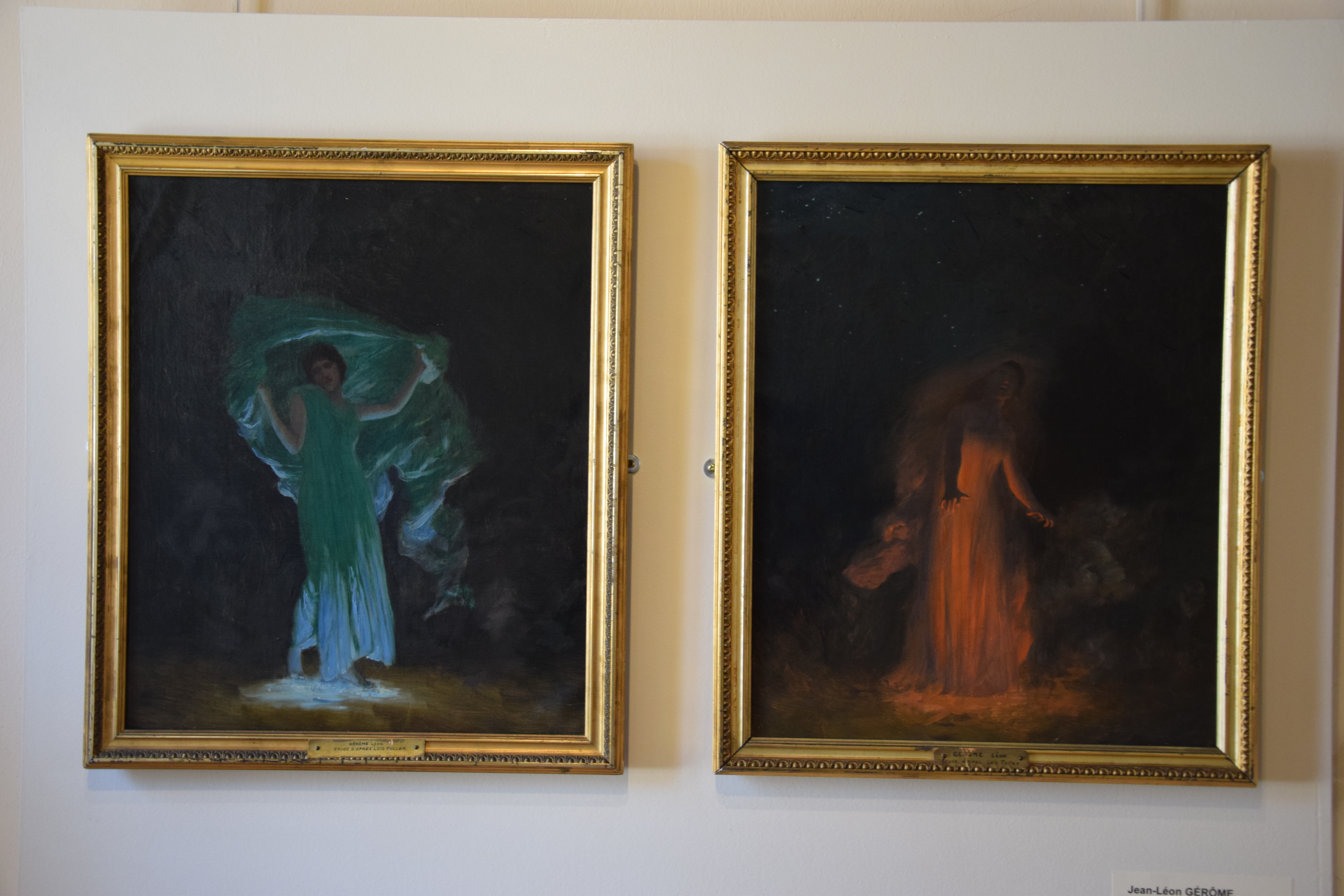
Les deux tableaux Loïe Fuller.

Loïe Fuller sont deux tableaux réalisés vers 1893 par le peintre français Jean-Léon Gérôme. Elles font partie de la collection du musée Jean-Léon Gérôme de Vesoul (France).
Ces huiles sur toile de format vertical représentent la danseuse américano-française Loïe Fuller. À travers ces deux tableaux, Gérôme s'est inspiré des voiles de la danseuse. Un fond noir général est remarquable au sein des deux œuvres, contrasté par les couleurs vives des voiles de la danseuse.
Ces deux tableaux constituent des études préparatoires,.

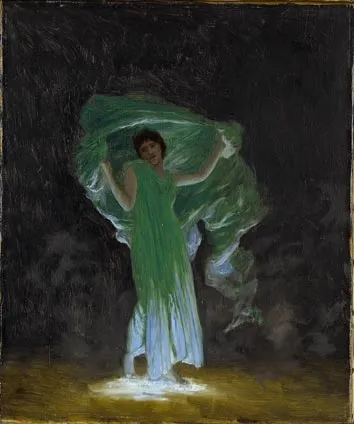
Toile de 46 cm par 40.
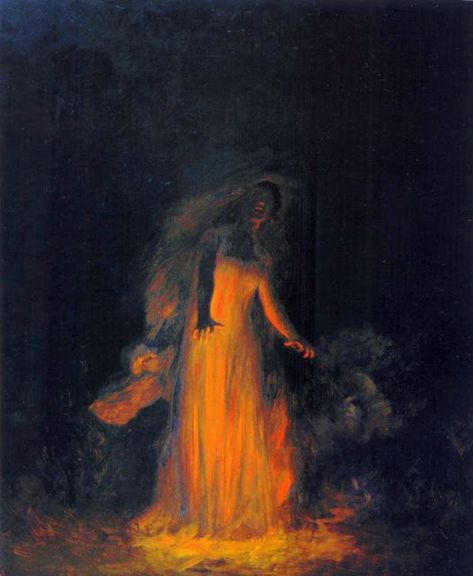
Toile de 46 cm par 38.
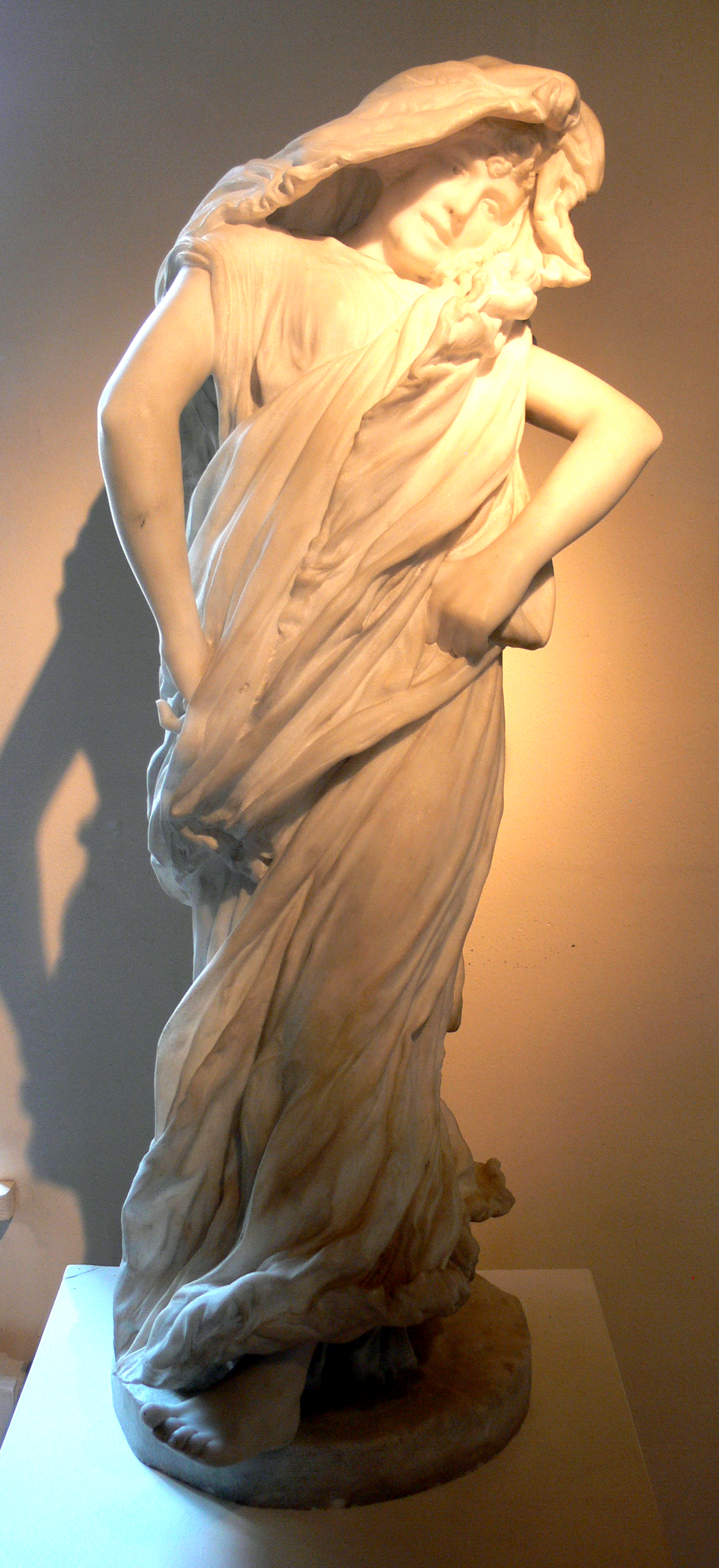
La danse (Loïe Fuller)